# Donnacona (Häuptling)
Donnacona († um 1539 in Frankreich) war der Herrscher von Stadacona, einem Dorf der Sankt-Lorenz-Irokesen auf dem Territorium der heutigen Stadt Québec in Kanada.
Als der französische Entdeckungsreisende Jacques Cartier 1534 zum ersten Mal die Bucht von Gaspé (damals Honguedo genannt) erreichte, nahm er zwei Ureinwohner gefangen, Domagaya und Taignoagny, und brachte sie nach Frankreich. Im folgenden Jahr kehrten sie mit Cartier nach Kanada zurück, zeigten ihm den Weg zum Sankt-Lorenz-Strom und geleiteten ihn flussaufwärts bis nach Stadacona, dem Sitz ihres Vaters Donnacona, wo die Franzosen dieses Mal überwinterten. Cartier führt Donnaconas Titel als Agohanna an, ein irokesisches Wort für Herrscher.
Im Laufe des Winters verschlechterten sich die Beziehungen zwischen den Sankt-Lorenz-Irokesen und den Franzosen. Im Frühling lud Cartier Donnacona und seine Entourage zu einem Fest ein, bei dem er sie gefangen setzte. Auf der Fahrt nach Frankreich starben 25 Reisende an Skorbut. Donnacona und neun Angehörige seines Stammes, darunter seine beiden Söhne, erreichten Frankreich. Donnacona wurde dort gut behandelt und lebte auf Kosten des Königs. Er stachelte den Appetit der Franzosen nach Erforschung der Neuen Welt durch Erzählungen über ein goldenes Königreich namens "Saguenay" an, wurde jedoch bald krank und starb. Außer einem kleinen Mädchen, über dessen weiteres Schicksal nichts bekannt ist, wurden auch die anderen Mitglieder der Reisegruppe von europäischen Krankheiten dahingerafft. Als Cartier fünf Jahre später mit französischen Sträflings-Kolonisten nach Stadacona zurückkehrte, erzählte er dort, Donnacona sei gestorben, seine Begleiter jedoch seien zu Reichtum gekommen und wollten nicht mehr in ihre Heimat zurück. Doch viele der Einwohner glaubten ihm nicht und die Beziehungen zwischen Franzosen und Irokesen wurden noch schlechter.
Die kanadische Regierung, vertreten durch den für das Historic Sites and Monuments Board of Canada zuständigen Minister, ehrte Donnacona am 13. November 1981 und erklärte ihn zu einer „Person von nationaler historischer Bedeutung“.